# Ferenc Szusza
Ferenc Szusza (1. december 1923 i Budapest – 1. august 2006 smst.) var en ungarsk fodboldspiller og træner, der hele sine aktive karriere spillede for Újpest FC, ligesom han også repræsenterede landsholdet.

## Historie
Szusza blev født i Budapest i 1923. Som 18-årig fik han debut for Újpest FCs førstehold i Nemzeti Bajnokság I. Fra 1941 til 1960 blev han ungarsk mester fire gange med Újpest, 1945 forår, 1945–46, 1946–47 og 1959–60. Han spillede i alt 463 kampe for holdet, og scorede 392 mål. I perioden fra 1942 til 1956 spillede han 24 kampe og scorede 18 mål for Ungarns fodboldlandshold.
Efter Szuszas aktive karriere sluttede i 1960, kastede han sig i 1962 og trænergerningen. Her trænede han Győri ETO FC frem til 1964, hvor han blev træner for hjerteklubben Újpest FC. Derefter gik turen tilbage til Győri, inden polske Górnik Zabrze kom på banen i 1970 og ét år frem. De næste otte år var han i Spanien, hvor han første trænede Real Betis fra 1971 til 1976, inden han sluttede det spanske eventyr af med Atlético de Madrid fra 1978 og ét år frem. Karrieren blev afsluttet i 1981, efter én sæson hos Újpest FC.
Újpest FCs hjemmebane Szusza Ferenc Stadion blev 25. oktober 2003 opkaldt efter Ferenc Szusza.
Han døde 1. august 2006 i hjembyen Budapest, 82 år gammel.